# دهانه آکرامان
دهانه آکرامان (انگلیسی: Acraman crater) یک دهانه برخوردی بسیار فرسوده در رشته‌کوه گاولر استرالیای جنوبی است. جایگاهش به کمک دریاچهٔ آکرامان آشکار می‌شود که یک دَغ (پلایا) زودگذرِ دایره‌ای به قطر ۲۰ کیلومتر (۱۲ مایل) است.
این دهانه بسیار فرسوده شده و پی بردن به اندازهٔ نخستینش تنها به کمک روش‌های غیرمستقیم شدنی است. برخی قطر نخستینش را از ۸۵ تا ۹۰ کیلومتر (۵۳ تا ۵۶ مایل) برآورد کرده‌اند، در حالی که دیگران اندازهٔ کوچکتری پیش‌نهاده‌اند؛ چیزی در حدود ۳۵ تا ۴۰ کیلومتر (۲۲ تا ۲۵ مایل) که به اندازهٔ کنونیِ فرورفتگی‌ای که دریاچهٔ آکرامان در مرکزش جای گرفته نزدیک‌تر است. برآورد اندازهٔ بزرگ‌تر به این معنی است که در هنگام برخورد انرژی‌ای برابر با 5.2 × 106 مگاتُن تی‌ان‌تی آزاد شده است.